# Valdir Barranco
Valdir Mendes Barranco (Alvorada do Sul, Paraná, 11 de março de 1975) é um político brasileiro. Cumpre atualmente seu segundo mandato (desde 1°/02/2019) na Assembleia Legislativa de Mato Grosso, pelo Partido dos Trabalhadores.

## Política
Começou sua vida política em 2001 como secretário de educação de Nova Bandeirantes. Na mesma cidade exerceu o cargo de prefeito entre 2004 e 2008 No ano de 2009, mudou-se para Cuiabá onde assumiu a chefia da Divisão de Obtenção de Terras e foi Superintendente Substituto do INCRA de Mato Grosso. Em seguida, tornou-se chefe da Divisão de Administração do INCRA de Mato Grosso. De 2011 a 2014, exerceu a função de superintendente titular do INCRA de Mato Grosso, tendo como bandeira a luta pelo direito a terra.
Em 2014, Valdir Barranco concorreu ao cargo de deputado estadual de Mato Grosso tendo 19.227 votos. Assumiu o mandato de deputado estadual no dia 21 de setembro de 2016 ao ter seu registro de candidatura deferido por Luiz Fux. Sua candidatura havia sido impugnada pelo Tribunal Regional Eleitoral de Mato Grosso por causa da reprovação das contas do período em que foi prefeito de Nova Bandeirantes pela câmara dos vereadores) e pelo Tribunal de Contas do Estado.

## Vida pessoal
Filho de Roque Barranco Pôncio e Elza Mendes Barranco, mudou-se para Nova Bandeirantes, em Mato Grosso, aos oito anos de idade. Em 1999, se casou com Roseli Nunes da Silva Barranco com quem tem dois filhos: Paulo Henrique Nunes Barranco e Ana Carolina Nunes Barranco. Valdir Mendes Barranco é biólogo formado pela Universidade do Estado de Mato Grosso, com especialização em gestão e financiamento do ensino público pela Universidade Federal de Mato Grosso.